# Puch DS 50

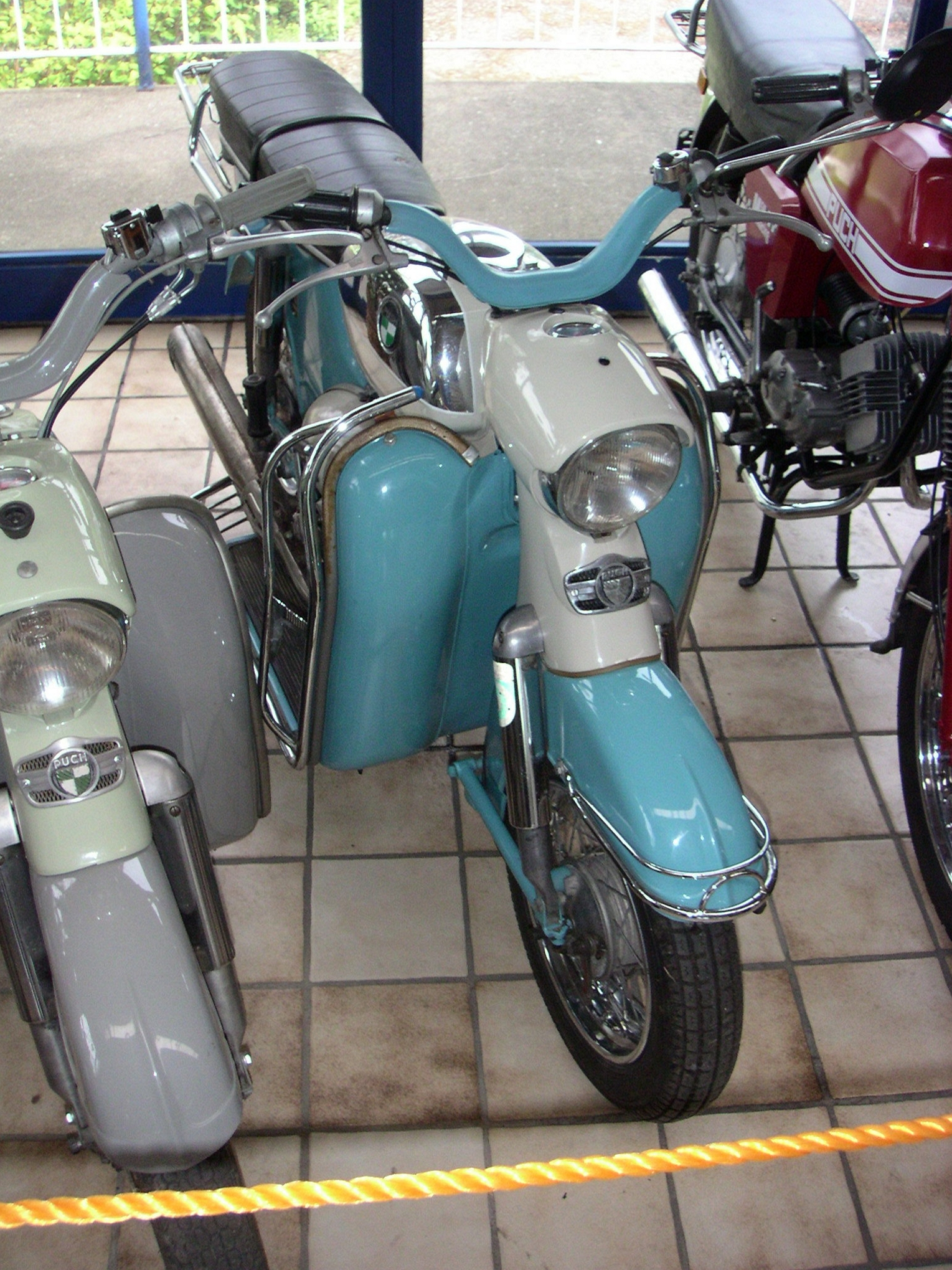
Puch DS 50, Puch-Museum Graz, 2004

Die Puch DS 50 oder Puch DS 50 N ist ein Moped und Motorroller mit 48,8 cm³ Hubraum und 1,0 bis 1,7 kW Leistung, welches von 1959 bis 1981 vom österreichischen Hersteller Steyr-Daimler-Puch hergestellt wurde. DS steht für Doppelsitzer-Schalenrahmen, die Zahl 50 steht für den Hubraum von ca. 50 cm³.

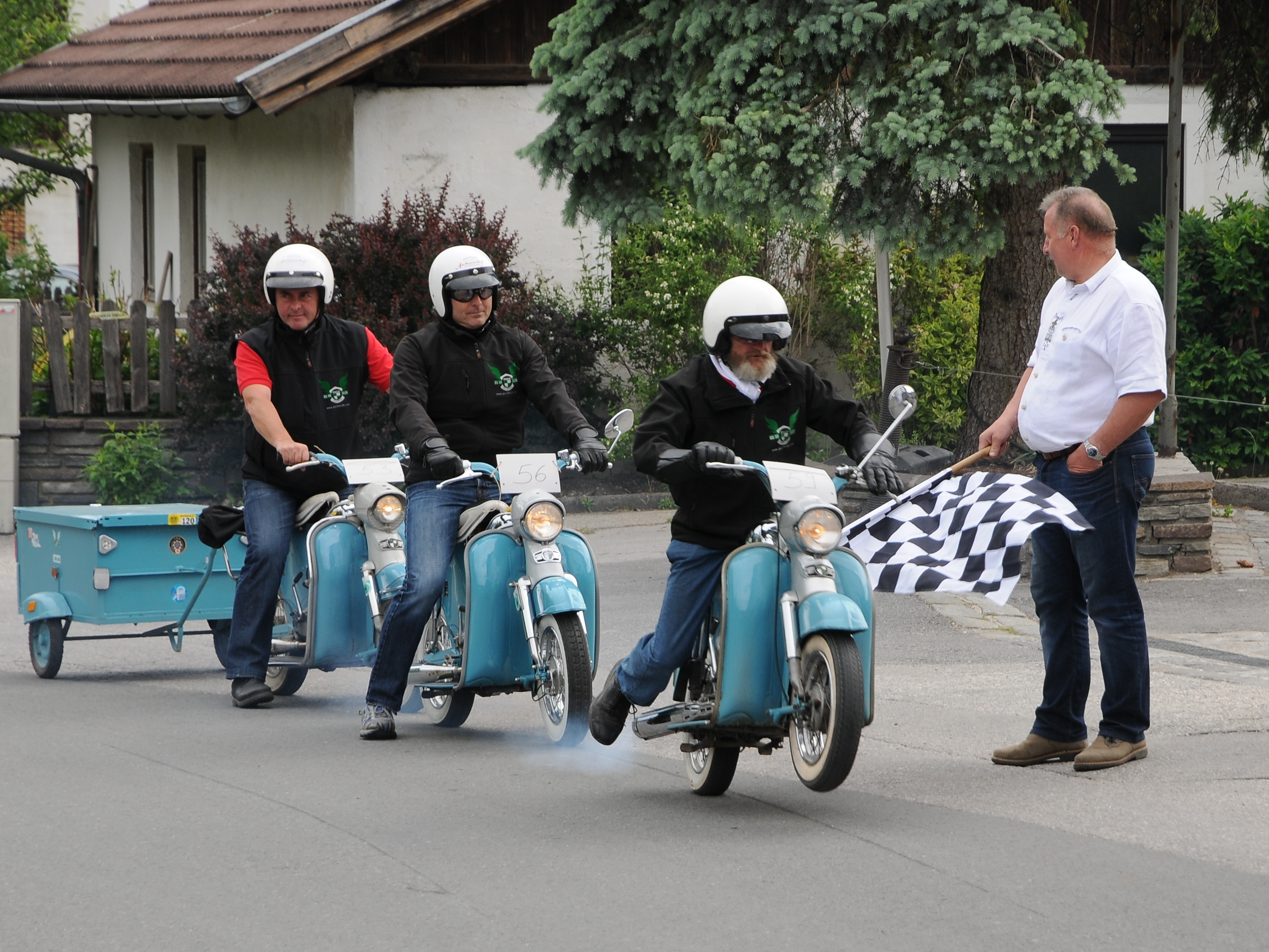
Puch DS 50 bei einem Clubrennen in Weer in Tirol, Österreich (2012)

## Allgemeines
Das Fahrzeug hatte einen gebläsegekühlten Einzylinder-Zweitaktmotor, welcher vom Modell Puch VS 50 stammte. Kupplung und Getriebe sind in einem Block vereinigt. Die ersten Modelle hatten eine 3-Gang-Drehgriffhandschaltung und gegen Aufpreis auch eine 3-Gang-Fußschaltung. Spätere Typen ab 1967 hatten eine 4-Gang-Fußschaltung und modifizierte Vorder- und Rückscheinwerfer. Extras gegen Aufpreis waren: Gepäckträger, Rahmenschutz für den vorderen Kotflügel oder Rahmensturzbügel.
Die DS 50 war anfangs hellblau lackiert, neuere Modelle waren champagner-gelb-creme, hatten einen größeren Tank mit 10,5 l und eine verchromte Lenkstange. Exportmodelle hatten teilweise eine andere Farbgestaltung. Insgesamt wurden 283.554 Stück gebaut.
Neben der DS 50 gab es von 1960 bis 1966 auch eine Puch DS 60 mit 60 cm³ Hubraum und 2,9 kW Leistung, die grau lackiert war, in einer Stückzahl von 27.469 produziert worden war und sich nur wenig von der DS 50 unterschied: Abgesehen vom sogenannten R-Motor wurde bei der DS 60 der Auspuff unter dem Trittbrett geführt und nicht wie üblich oben auf der rechten Seite. Laut Hersteller erreichte sie bis zu 70 km/h.
Im Jahr 1981 kostete eine DS 50 15.517 Schilling, was heute etwa 1.128 Euro entspricht. 1974 belief sich der Kaufpreis auf 10.556 Schilling.

## Sondermodelle
- 1967 DS 50 N Alabama
- 1969 DS 50 V Twen (Lackierung: orange, verchromter Sturzrahmen statt Trittbretter, größerer Tank mit 10,5 l, hoher, verchromter Lenker, flachere Sitzbank)
- DS 50 V / II
- DS 50 L
- DS 50 K
- DS 50-4
- DS 50 RX Elegant
- 1959–1960 DS 50 Tandem (bei Zweisitzer-Mopeds war damals vorgeschrieben, dass der Beifahrer mittreten können musste)

### Technische Daten der DS 50 N von 1960
- Kraftübertragung: Motor-Kupplung-Getriebe-Kette-Hinterrad
- Motor: Zweitakt
- Zylinder: 1
- Hubraum: 48,8 cm³
- Bohrung: 38 mm
- Kolbenhub: 43 mm
- Verdichtung: 1:8
- Größte Nutzleistung: 1,6 PS (DIN) bei 5.000/min
- Maximales Drehmoment: 2,8 Nm bei 3.750/min
- Kühlung: Gebläse
- Kraftstoff: Öl-Benzin-Gemisch 1:25
- Schmierung: Gemischschmierung
- Vergaser: Nadeldüsenvergaser (Bing 1/12) mit Starthilfe, Nassluftfilter und Ansauggeräuschdämpfer
- Auspuffanlage: runder Expansionsschalldämpfer
- Kupplung: Mehrscheibenkupplung im Ölbad, laufend
- Schaltung: 3-Gang
- Getriebeübersetzung:
  - Motor-Getriebe: 69:19 (i=3,63)
  - 1. Gang: i=3,25 (40:12)
  - 2. Gang: i=2,00 (34:17)
  - 3. Gang: i=1,26 (24:19)
- Gesamtübersetzung:
  - 1. Gang: i=30,44
  - 2. Gang: i=18,76
  - 3. Gang: i=11,85
- Rahmen: Pressstahlrahmen
- Federung:
  - vorne: Schwinggabel mit Teleskopfederbeinen mit 80 mm Federweg
  - hinten: Schwinggabel mit Teleskopfederbeinen mit 85 mm Federweg
- Bremsen: Vollnabeninnenbackenbremse
  - Bremstrommeldurchmesser: 105 mm
  - Bremsbelagbreite: 25 mm
  - Wirksame Bremsfläche pro Rad: 47,5 cm²
- Räder
  - Reifen: 3,00–12
  - Felgen: 2,15 × 12
- Tank: 5,5 l mit Reservehahn
- Zahl der Sitzplätze: 2
- Ausstattung: Tachometer mit Messbereich bis 60 km/h, Lenkungsschloss, Mittelständer, Glocke als Warnvorrichtung und Werkzeugsatz
- Maße und Gewichte
  - Länge: 1.680 mm
  - Lenkerbreite: 580 mm
  - Gesamtbreite: 600 mm
  - Höhe: 950 mm
  - Radstand: 1.150 mm
  - Bodenfreiheit (unbelastet): 125 mm
  - Eigengewicht (betriebsbereit): 70 kg
  - Zulässige Gesamtgewicht: 230 kg
  - Zulässige Achslast vorne: 100 kg
  - Zulässige Achslast hinten: 160 kg
- Höchstgeschwindigkeit: 40 km/h
- Farbe: Hellblau

### Technische Daten der DS 50-4
- Kraftübertragung: Motor-Kupplung-Getriebe-Kette-Hinterrad
- Motor: Zweitakt
- Zylinder: 1
- Hubraum: 48,8 cm³
- Bohrung: 38 mm
- Kolbenhub: 43 mm
- Verdichtung: 1:8,5
- Größte Nutzleistung: 1,8 PS (DIN) bei 4.600/min
- Maximales Drehmoment: 2,8 Nm bei 3.750/min
- Kühlung: Gebläse
- Kraftstoff: Öl-Benzin-Gemisch 1:25
- Schmierung: Gemischschmierung
- Vergaser: Nadeldüsenvergaser (Bing 1/12) mit Starthilfe, Nassluftfilter und Ansauggeräuschdämpfer
- Auspuffanlage: runder Expansionsschalldämpfer
- Kupplung: Mehrscheibenkupplung im Ölbad, laufend
- Schaltung: 4-Gang Fußschaltung
- Getriebeübersetzung:
  - Motor-Getriebe: 72:18 (i=4)
  - 1. Gang: i=3,55 (39:11)
  - 2. Gang: i=1,94 (33:17)
  - 3. Gang: i=1,38 (29:21)
  - 4. Gang: i=1,00 (22:22)
- Gesamtübersetzung:
  - Getriebe-Rad: 35:12 (i=2,92)
  - 1. Gang: i=41,36
  - 2. Gang: i=22,65
  - 3. Gang: i=16,11
  - 4. Gang: i=11,67
- Rahmen: Pressstahlrahmen
- Federung:
  - vorne: Schwinggabel mit Teleskopfederbeinen mit 80 mm Federweg
  - hinten: Schwinggabel mit Teleskopfederbeinen mit 85 mm Federweg
- Bremsen: Vollnabeninnenbackenbremse
  - Bremstrommeldurchmesser: 105 mm
  - Bremsbelagbreite: 25 mm
  - Wirksame Bremsfläche pro Rad: 47,5 cm²
- Räder
  - Reifen: 3,00–12
  - Felgen: 2,15 × 12
- Tank: 5,5 l mit Reservehahn
- Zahl der Sitzplätze: 2
- Ausstattung: Tachometer mit Messbereich bis 60 km/h, Lenkungsschloss, Mittelständer, Elektrisches Wechselstromhorn als Warnvorrichtung und Werkzeugsatz
- Maße und Gewichte
  - Länge: 1.680 mm
  - Lenkerbreite: 580 mm
  - Gesamtbreite: 600 mm
  - Höhe: 950 mm
  - Radstand: 1.150 mm
  - Bodenfreiheit (unbelastet): 125 mm
  - Eigengewicht (betriebsbereit): 70 kg
  - Zulässige Gesamtgewicht: 230 kg
  - Zulässige Achslast vorne: 100 kg
  - Zulässige Achslast hinten: 160 kg
- Höchstgeschwindigkeit: 40 km/h
- Farbe: Hellblau

### Technische Daten der DS 50 L 1974–1981
- Kraftübertragung: Motor-Kupplung-Getriebe-Kette-Hinterrad
- Motor: Zweitakt
- Zylinder: 1
- Hubraum: 48,8 cm³
- Bohrung: 38 mm
- Kolbenhub: 43 mm
- Verdichtung: 1:11,5
- Größte Nutzleistung: 2,6 PS (DIN) bei 5.000/min
- Maximales Drehmoment: 3,75 Nm bei 3.500/min
- Kühlung: Gebläse
- Kraftstoff: Öl-Benzin-Gemisch 1:50
- Schmierung: Gemischschmierung
- Vergaser: Bing 1/14 Kolbenschiebervergaser, Nassluftfilter und Ansauggeräuschdämpfer
- Auspuffanlage: runder Expansionsschalldämpfer
- Kupplung: Mehrscheibenkupplung im Ölbad, laufend
- Schaltung: 4-Gang
- Getriebeübersetzung:
  - Motor-Getriebe: 69:19 (i=3,63)
- Gesamtübersetzung:
  - 1. Gang: i=41,46
  - 2. Gang: i=22,65
  - 3. Gang: i=16,11
  - 4. Gang: i=11,68
- Serienmäßige Ritzel: vorne 12 Zähne, hinten 35 Zähne
- Rahmen: Pressstahlrahmen
- Federung:
  - vorne: Schwinggabel mit Teleskopfederbeinen mit 80 mm Federweg
  - hinten: Schwinggabel mit Teleskopfederbeinen mit 85 mm Federweg
- Bremsen: Vollnabeninnenbackenbremse
  - Bremstrommeldurchmesser: 105 mm
  - Bremsbelagbreite: 25 mm
  - Wirksame Bremsfläche pro Rad: 47,5 cm²
- Räder
  - Reifen: 3,00–12
  - Felgen: 2,15 × 12
- Tank: 10,5 l mit Reservehahn
- Zahl der Sitzplätze: 2
- Ausstattung: Tachometer mit Messbereich bis 60 km/h, Lenkungsschloss, Mittelständer, Horn als Warnvorrichtung
- Maße und Gewichte
  - Länge: 1.680 mm
  - Lenkerbreite: 580 mm
  - Gesamtbreite: 600 mm
  - Höhe: 950 mm
  - Radstand: 1.150 mm
  - Bodenfreiheit (unbelastet): 125 mm
  - Eigengewicht (betriebsbereit): 74 kg
  - Zulässige Gesamtgewicht: 230 kg
  - Zulässige Achslast vorne: 100 kg
  - Zulässige Achslast hinten: 160 kg
- Höchstgeschwindigkeit: 40 km/h
- Farbe: Anfangs noch im traditionellen Blau, danach bis zum Ende der Produktion in champagner-gelb-creme.